# 淮河入江水道
淮河入江水道，是淮河下游的干流河道。北起洪泽湖三河闸，下至江都三江营，全长157.2公里，泄洪能力12000立方米每秒，可将淮河上中游70%以上的洪水泄入长江。保障洪泽湖防洪标准达到100年一遇。

## 历史
明代万历三年（1575年）黄河、淮河并涨，高、宝、兴、盐汇为巨浸。此后给事中汤聘尹与河道尚书凌云翼均提出导淮入江的方案。万历二十四年（1596年），总河尚书杨一魁施行“分黄导淮”的方略，在高家堰建闸，开毛塘港和金家湾，建立金湾及芒稻减水闸，形成淮河入江水道的雏形
清代康、乾年间又先后开挖人字河（今运盐河）、石羊沟（今太平河），拓宽凤凰河、壁虎河，在里运河东堤改建和新建昭关坝、车逻坝、五里中坝、南关新坝和南关坝等5座归海坝。至道光年间，入江水道口共有6条河，即运盐河、金湾河、太平河、凤凰河、新河、淮扬运河（即里运河）。咸丰十一年（1861年）因归江河道上的闸、坝、桥年久失修，遂全部改用芦柴筑柴土坝，共有沙河坝、老坝、壁虎坝、新河坝、凤凰坝、拦江坝、褚山坝、金湾坝、西湾坝、东湾坝等10座，史称“归江十坝”
咸丰五年（1855年），黄河北徙后丁显、裴荫森、左宗棠、张謇等人对淮河入江、入海也提出过各种方案，但均未实施。中华民国时期对里运河堤防进行修缮，但淮河入江水道并无太大变化。
中华人民共和国成立后在淮河入江水道先后兴建了一系列工程。1953年7月建成三河闸。1957年兴建白马湖隔堤。
1969年11月，按照淮河流域规划行洪12000立方米每秒的相应水位超高2.5米的标准，江苏省革命委员会成立入江水道工程指挥部，组织淮阴、扬州、六合24.7万人次，用两个冬春时间，对入江水道全面治理，全面加高加宽三河南北大堤，兴建堵断入宝应湖的口门的4.4km三河拦河坝(坝顶高程14.5米，顶宽14.0米，混凝土挡土墙顶高程15.0米，宽30厘米)，完成金沟改道段东西大堤，在金湖县城东横跨入江水道处兴建漫水公路，并在东、西偏泓上各建一座漫水闸和西偏泓漫水套闸，新建大汕子格堤12.1公里和宝应湖大汕子退水闸，使淮河洪水由过去弯曲迂回经宝应湖再入高邮湖的状况，改由金沟直接入高邮湖，缩短洪水入江线路20多公里，并使宝应湖地区不再行洪，实现了洪涝分治。同时，加固了淮南圩大堤和里运河西堤，增做块石护坡，湖西圩堤加固，整治新民滩，清除行洪障碍，修建由新、老王港闸等6座漫水闸联结起来的高邮湖控制线。

## 水道

### 上段
入江水道上段自三河闸起，经金湖县共和集、黎城、石港、金沟达施尖汇入高邮湖，长55公里，宽2～3公里。该段水道包括三河闸和金湖两级控制。

### 中段
入江水道中段大部分属于湖区，自高邮湖至邵伯湖六闸长55公里，并建有高邮湖控制工程。

### 下段
明代时，淮河只有少量来水进入长江。清代康熙、乾隆年间开挖、拓宽了诸多河道，直至道光年间方形成目前淮河入江水道下段的布局。入江水道下段由数条归江河道分流入江，并建有归江控制，从邵伯湖六闸以下到三江营，长48公里。归江河道自西向东依次为里运河、壁虎河、新河、凤凰河、太平河、金湾河、芒稻河，除里运河外的河道均注入夹江。凤凰河、太平河、金湾河大致以江淮分水岭附近的古运盐河故道（在此区域又称横河）为界，横河以北称凤凰河、太平河、金湾河，横河以南称廖家沟、石洋沟、董家沟。万福闸控制线以下的入江水道仍然受到长江潮汐的影响。。
- 里运河：于施桥六圩汇入长江。

- 沙河：宋代已有此河，原为古运河支流，曾经也是淮水入江的通道之一，长约9.2公里。1960年开挖里运河时沙河被切断。[6]

- 壁虎河：原先是古运盐河的分支，明末已存在，乾隆年间拓宽[2]，于万福闸北部汇入廖家沟[7]。

- 新河：清道光八年（1828年）开辟[2]，于万福闸北部汇入廖家沟。

- 凤凰河：南端又名廖家沟[7]。明末已存在，宽度仅约4米，乾隆年间拓宽[2]。乾隆十三年（1748年）南端廖家沟上的土坝宽度达到53米，同治六年（1867年）廖家沟上的万福桥桥长达到507米，120年间变宽约10倍[6]。北起邵伯湖六闸，经万福闸、十里甸、霍家桥，于羊尾巴入夹江，长33公里，宽700米[8]。

- 太平河：南端又名石洋沟。清乾隆十年（1745年）开。北起邵伯湖六闸，经秦庄至太平闸入廖家沟，长11公里，宽160～210米。[3]

- 金湾河：原名金湾坝引河，南端又名董家沟。清乾隆二十六年（1761年）开。北起邵伯湖六闸，经泰安、金湾闸入芒稻河，长11.5公里，宽200米。[3]

- 芒稻河：又名蟒导河、高水河。明宣德六年（1431年）陈瑄开凿，康熙元年（1662年）又开人字河，1963年-1966年又开邵仙引河。北起邵伯湖六闸，南经邵仙节制闸、仙女镇、芒稻船闸后转向东南，流至八江口入夹江，长25公里（不计夹江八江口至三江营的长度），是江水北调的主要通道。[9][6]

- 夹江：又名沙头河，西起沙头河口，东到三江营，长34.30公里。起先夹江两端均与长江相通，20世纪60至70年代在夹江蒋桥、小虹桥、华家窅筑起堤坝，隔断了夹江西出口与长江的联系。廖家沟与芒稻河先后注入夹江，形成淮河入江水道尾闾。[10]